# Țibirica, Călărași
Țibirica este un sat din raionul Călărași, Republica Moldova.

## Istorie
A fost atestat la 17 septembrie 1603:
„Eremia Movilă voievod, cu mila lui Dumnezeu, domn al Țării Moldovei. Cum au venit înaintea noastră înaintea tuturor alor noștri moldoveni boiari mari și mici, ale noastre slugi Isac Mătieșescul și cu frații săi Ionașco și Toader surorile lor Nastasia și Anfimia și Sofronia, fii Elisaftei, nepoții lui Mateiaș biv logofăt; iarăș nepoții lor Dumitru fiul Aniței alt Dumitru fiul lui Pătrașco și s-au împărțit întru sine, ale lor direapte ocine și moșii și vii, satul Coșoteani și la Orișcova și cu heleșteu cu mori, ce-s în ținutul Hârlăului; jumătatea de sat Purceleștii la Siret și cu mori în apa satului care-i în ținutul Sucevei, jumătatea satul Țiberiha cu heleșteu, ce-i în ținutul Orheiului, a patra parte din satul Răvăcăuții la Prut cu heleșteu de pește, ce-i în ținutul Cernăuțului, trei fălci de vie ce-s la Botoșani. Deci în partea lui Isac și a fratelui său Ionașcu și Toader li s'a căzut în satul Coșoteani și la Orișcova cu heleștee și cu mori în apa Orișcovei; jumătatea sat Țiberiha partea de jos este a lui Isac; iar lui Ionașco partea din mijloc, iar lui Toader partea din sus, iaraș în partea Nastasiei și Anfimiei și Sofroniei li s'a căzut jumătate sat din Purcelești la Siret cu mori în apa satului jumătatea sat din Țiberiha cu heleșteu în Culea, ...

...

Scris în Hârlău la anul 7112 <1603> Septembrie 17.”

## Demografie

### Structura etnică
Structura etnică a orașului conform recensământului populației din 2004:
| Grup etnic       | Populație | % Procentaj |
| ---------------- | --------- | ----------- |
| Moldoveni/Români | 2.427     | 99,84%      |
| Ucraineni        | 3         | 0,12%       |
| Ruși             | 1         | 0,04%       |
| Total            | 2.431     | 100%        |

## Administrație și politică
Primarul satului Țibirica este Iacob Proscurov (Coaliția pentru Unitate și Bunăstare), ales în noiembrie 2023.
Componența Consiliului local Țibirica (11 consilieri), ales la 5 noiembrie 2023, este următoarea:
|  | Partid                                       | Consilieri | Componență | Componență | Componență | Componență |
|  | -------------------------------------------- | ---------- | ---------- | ---------- | ---------- | ---------- |
|  | Partidul Acțiune și Solidaritate             | 4          |            |            |            |            |
|  | Coaliția pentru Unitate și Bunăstare         | 4          |            |            |            |            |
|  | Partidul Socialiștilor din Republica Moldova | 3          |            |            |            |            |